# Cinefilie
Cinefilie je v čistě etymologickém smyslu slova láska k filmu. V rozšířeném významu cinefilie označuje intenzivní zájem o film, filmovou historii a filmovou teorii. Termín vznikl spojením slov cinema (jedno z několika označení pro film) a philia (jedno ze čtyř starořeckých slov pro lásku). Osoba s vášnivým zájmem o film se nazývá cinefil.

## Historie

### Počátky zájmu o film
Již v období němého filmu, hlavně pak ve 20. letech minulého století, kdy němý film dosáhl svého vrcholu, se zakládaly filmové kluby, ve kterých mohli filmoví nadšenci mezi sebou diskutovat a vidět jinde nepromítané filmy. Počátkem zvukové éry filmu ve 30. letech přibývalo lidí se zájmem o staré filmy, což vedlo ke vzniku filmových organizací jako Cinémathèque française, prvního velkého archivu zaměřeného na shromažďování, zabezpečování a promítání filmových děl.

### Francouzská poválečná cinefilie
Snad nejvíce pozoruhodná cinefilní komunita dvacátého století byla ta, která se utvořila v Paříži po druhé světové válce. Příliv zahraničních filmů, které byly zadrženy během okupace, stejně jako promítání tamějších filmových klubů a Cinémathèque française, vyvolal mezi mladými intelektuály zájem o světový film. Obecně lze říci, že cinefilové tohoto období vytvořili vzor pro budoucí generace filmových nadšenců tím, že se stejnou měrou zabývali starými i současnými filmy.
Mnoho těchto mladých intelektuálů, pravidelně navštěvujících filmová představení, se stalo filmovými kritiky a následně filmovými režiséry. Vzniklo tak filmové hnutí známé jako Francouzská nová vlna. Francois Truffaut, Jean-Luc Godard, Claude Chabrol, Éric Rohmer, Jacques Rivette a další podporovali zájem o filmy a osobnosti, kterým se nedostávalo zasloužené pozornosti. Zejména to byli režiséři F. W. Murnau, Robert Flaherty, S. M. Ejzenštejn, Jean Renoir, Jean Vigo, Orson Welles a Alfred Hitchcock. 

### Zlatý věk chození do kina

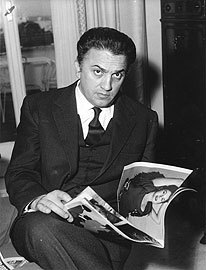
Italský režisér Federico Fellini se v 60. a 70. letech proslavil ve Spojených státech, vděčil za to hlavně podpoře filmových kritiků a distribuci zahraničních filmů.

Počátkem 60. let se chození do kina stalo v Evropě a Americe módní záležitostí. Přibylo kin specializujících se na promítání klasických a zahraničních filmů. Ve Spojených státech se stal centrem cinefilní kultury zejména New York, díky široké distribuci filmů z celého světa. Režiséři jako Ingmar Bergman, Akira Kurosawa, Michelangelo Antonioni a Federico Fellini se zde těšili velké popularitě a ovlivnili mladou generaci filmových nadšenců, z nichž vzešli vůdčí osobnosti Nového Hollywoodu, jako například Martin Scorsese, Peter Bogdanovich, Francis Ford Coppola a Woody Allen.
V 70. letech došlo také k rozvoji velkých filmových festivalů. K několika světovým festivalům, které existovaly již delší dobu, jako například festivaly v Berlíně, Benátkách a Cannes se připojily mezinárodní filmové festivaly v New Yorku, Chicagu, Torontu a Karlových Varech.

### Současná podoba cinefilie
Když začali být filmy na VHS a později na DVD běžnou záležitostí, cinefilie přestala být neoddělitelně spjatá s chozením do kina. Sledováním filmů doma získala cinefilie novou podobu a zároveň ztratila svůj dosud čistě veřejný charakter. Počátkem 21. století s nástupem internetu se podoba cinefilie proměnila znovu. Internet se stal populárním místem pro diskutování a zároveň významným distribučním kanálem samotných filmů, což umožňuje cinefilům po celém světě vidět filmy, které mnohdy nejsou v jejich zemi distribuovány v kinech ani na DVD. 

## Cinefilie a filmoví tvůrci
Po celou dobu historie filmu se objevovalo mnoho režisérů, kteří prohlubovali své znalosti o filmu pomocí pravidelného navštěvování kina a sledováním filmů namísto tradičního způsobu vzdělávání se na filmových školách či pracováním ve filmových studiích. Režiséři, kteří začínali jako cinefilové, jsou například Francois Truffaut, Quentin Tarantino, Jim Jarmusch, Paul Thomas Anderson, Wim Wenders či Aki Kaurismäki.